# Луїсвілл (Теннессі)
Луїсвілл (англ. Louisville) — місто (англ. town) в США, в окрузі Блаунт штату Теннессі. Населення — 4384 особи (2020).

## Географія
Луїсвілл розташований за координатами 35°49′36″ пн. ш. 84°3′44″ зх. д. / 35.82667° пн. ш. 84.06222° зх. д. (35.826633, -84.062209).  За даними Бюро перепису населення США в 2010 році місто мало площу 34,98 км², з яких 30,37 км² — суходіл та 4,61 км² — водойми. В 2017 році площа становила 44,31 км², з яких 38,68 км² — суходіл та 5,64 км² — водойми.

## Демографія
Згідно з переписом 2010 року, у місті мешкало 2439 осіб у 1001 домогосподарстві у складі 713 родин. Густота населення становила 70 осіб/км².  Було 1128 помешкань (32/км²).
Расовий склад населення:
| - 95,7 % — білих - 1,8 % — чорних або афроамериканців - 0,5 % — азіатів - 0,2 % — корінних американців |

До двох чи більше рас належало 1,2 %. Частка іспаномовних становила 1,9 % від усіх жителів.
За віковим діапазоном населення розподілялося таким чином: 18,8 % — особи молодші 18 років, 66,3 % — особи у віці 18—64 років, 14,9 % — особи у віці 65 років та старші. Медіана віку мешканця становила 45,4 року. На 100 осіб жіночої статі у місті припадало 104,6 чоловіків;  на 100 жінок у віці від 18 років та старших — 103,0 чоловіків також старших 18 років.
Середній дохід на одне домашнє господарство  становив 113 477 доларів США (медіана — 55 043), а середній дохід на одну сім'ю — 136 530 доларів (медіана — 62 279). Медіана доходів становила 56 932 долари для чоловіків та 41 875 доларів для жінок. За межею бідності перебувало 13,5 % осіб, у тому числі 16,7 % дітей у віці до 18 років та 3,0 % осіб у віці 65 років та старших.
Цивільне працевлаштоване населення становило 1950 осіб. Основні галузі зайнятості: освіта, охорона здоров'я та соціальна допомога — 23,7 %, роздрібна торгівля — 11,9 %, науковці, спеціалісти, менеджери — 11,8 %, виробництво — 11,8 %.